# Lucien Demouge
Lucien Demouge est un peintre français né le 22 mars 1926 à Villeneuve-Saint-Georges (Val-de-Marne) et mort le 23 février 2005 à Baye (Finistère).

## Biographie
Fils du comédien Abel Demouge disparu en 1928, Lucien Demouge dessine dès sa plus tendre enfance et commence à peindre à l'âge de treize ans. Après l'école Jules-Ferry de Villeneuve-Saint-Georges où il a pour condisciple et ami le futur écrivain René Fallet, il est élève de l'École nationale supérieure des arts appliqués et des métiers d'art à Paris, puis, après une interruption de ses études due à son engagement dans l'armée Rhin et Danube, de Nicolas Untersteller à l'École nationale supérieure des beaux-arts.
En 45 années, de 1940 à 1985, il constitue un ensemble de 87 dessins et aquarelles sur sa région natale où il fonde Muse 45, une association d'artiste villeneuvois. L'intérêt en est doublement artistique et documentaire : les paysages (L'Écluse d'Ablon-sur-Seine, La Ferme de Périgny-sur-Yerres, La Résidence du gros buisson à Valenton, Le Port aux cerises, localisations inconnues), les événements dramatiques (Les Inondations, localisation inconnue) ou festifs (Concours de pêche sur le port, localisation inconnue), l'économe portuaire (Les Sablières de la Seine, Le Moulin de Senlis, les Barques de pêcheurs, les Péniches, localisations inconnues) ou les personnages pittoresques (La Baraque à Alphonse, localisation inconnue).
On connaît aussi à Lucien Demouge des peintures (toiles et aquarelles) de Provence, de Basse-Normandie (notamment Trouville en 1958, localisation inconnue), mais surtout de Bretagne, son attachement à la Bretagne, où avec son épouse Louise Greener il s'installera définitivement en 1989, remontant au premier séjour qu'il y effectue en 1955 en compagnie de son ami le critique d'art Roger Vrinat. Il revendique ainsi son appartenance à une « école contemporaine de Pont-Aven ».

## Expositions personnelles
- Galerie Chardin, Paris, 1955.
- Galerie des orfèvres, Paris, 1982.
- Galerie Bleu de Prusse, Rennes, 1997.
- Galerie Guy Flégéo, Saint-Jacques en Bannalec, décembre 2001 - janvier 2002[5].

## Expositions collectives
- Exposition universelle de 1958, Bruxelles.
- Museum National Gallery, Singapour, 1977.
- Demouge et Greener, Foyer Jean-Cocteau, Villeneuve-Saint-Georges, décembre 1988.
- Jubilé. Cinquante ans d'expositions, Quimperlé et Villeneuve-Saint-Georges, 1994.
- Les artistes libres, Quimper, 1997.
- Salon des Genêts d'or (Lucien Demouge, invité d'honneur), Briec, 1999.

## Réception critique
« Témoignage à la fois fidèle et très personnel sur la nature, l'œuvre de Lucien Demouge est avant tout celle d'un peintre, d'un artiste. Elle s'inspire de diverses régions de France, à commencer par sa ville de Villeneuve-Saint-Georges pour passer entre autres à la Provence, enfin à la Bretagne. Elle ne s'attache pas uniquement aux paysages, dont elle rend avec maîtrise et pénétration les subtiles saveurs et les richesses picturales profondes, mais ose également en montrer les aspects les plus insolites et nous en révèle le charme et les splendeurs ignorées. » - Roger Vrinat

## Récompenses, distinctions et hommages
- Second prix de la Jeune Peinture, 1955.
- Plaquette d'honneur du Figaro, 1955.
- Prix de la Chance, 1957.
- Prix Caron, 1968.
- Prix départemental des Yvelines, 1970.
- Prix de l'Art libre, 1971.
- Prix de la batellerie, 1972.
- Premier prix du Salon national de l'aquarelle, 1983.
- Médaille de la Ville de Paris.
- Médaille de la Ville de Villeneuve-Saint-Georges.
- Médaille de vermeil du génie français.
- Médaille d'argent de l'éducation artistique.
- Médaille des Arts-Sciences-Lettres.
- Chevalier de l'ordre national du Mérite.
- Médaille du conseil général de la Seine.
- Un square de la ville natale de l'artiste, Villeneuve-Saint-Georges, porte le nom de Lucien-Demouge[1].

## Collections publiques
- Conflans-Sainte-Honorine, musée de la Batellerie.
- Créteil, archives départementales du Val-de-Marne : Vues de Villeneuve-Saint-Georges, d'Ablon-sur-Seine, de Périgny-sur-Yerres, de Valenton et de Villeneuve-le-Roi, 1940-1985, fonds de 87 œuvres sur papier[4].
- Eastleigh (Grande-Bretagne)
- Kornwestheim (Allemagne)
- Le Faouët, musée du Faouët : Le port de Doëlan, deux toiles, Environs de Baye, une toile[2].
- Londres (Grande-Bretagne).
- Paris :
  - ambassade de Grèce.
  - ambassade de Suède.
  - musée d'Orsay.
- Prague, musée national de Prague.
- Quimperlé, mairie.
- Pont-Aven, musée de Pont-Aven.
- Saint-Maur-des-Fossés, musée de Saint-Maur-des-Fossés.
- Sceaux, musée du Domaine départemental de Sceaux.
- Versailles, hôtel de préfecture des Yvelines.